# 曽雌定子
曽雌 定子（そし さだこ、寛文元年（1661年） - 正徳3年9月5日（1713年10月23日））は、柳沢吉保の正室。武田遺臣である旗本の曽雌定盛の次女。母は曽雌定次の娘。

## 略歴
延宝4年（1676年）、母方の親戚の柳沢吉保（当時は保明）の正室となる。
元禄15年（1702年）、江戸城大奥にて将軍御台所鷹司信子に拝謁するが、大名の妻の登城は他にあまり例がない。正徳3年に別邸（現在の六義園）で53歳で没する。法名は真光院殿海月映珊大師。墓所は恵林寺（現在の山梨県甲州市）。
柳沢氏の菩提寺である奈良県大和郡山市の永慶寺は旧地が甲斐国岩窪村に所在し、同寺には仏師浄慶作の吉保と定子の夫人像が伝来している。

## 演じた俳優
- 内田高子 - 『徳川女系図』(1968年)
- 稲垣美穂子 - 『元禄太平記』 (NHK大河ドラマ、1975年)
- 長谷川待子 - 『赤穂浪士』(1979年)
- 姿晴香 - 『八代将軍吉宗』(NHK大河ドラマ、1995年)
- 篠原涼子　- 『元禄繚乱』 (NHK大河ドラマ、1999年)